# Sprintvärldsmästerskapen i kanotsport 2002
Sprintvärldsmästerskapen i kanotsport 2002 anordnades i Sevilla, Spanien. 

## Medaljsummering
| Pl.    | Nation     | Guld | Silver | Brons | Totalt |
| ------ | ---------- | ---- | ------ | ----- | ------ |
| 1      | Tyskland   | 3    | 5      | 4     | 12     |
| 2      | Ungern     | 6    | 1      | 4     | 11     |
| 3      | Polen      | 3    | 4      | 3     | 10     |
| 4      | Spanien    | 2    | 2      | 3     | 7      |
| 5      | Ryssland   | 3    | 2      | 1     | 6      |
| 6      | Kanada     | 0    | 3      | 2     | 5      |
| 7      | Rumänien   | 1    | 1      | 2     | 4      |
| 8      | Slovakien  | 3    | 0      | 0     | 3      |
| 9      | Kuba       | 2    | 1      | 0     | 3      |
| 10     | Bulgarien  | 0    | 1      | 2     | 3      |
| 11     | Norge      | 1    | 1      | 0     | 2      |
| 12     | Litauen    | 1    | 0      | 1     | 2      |
| 13     | Tjeckien   | 0    | 2      | 0     | 2      |
| 14     | Belarus    | 0    | 1      | 1     | 2      |
| 15     | Uzbekistan | 0    | 1      | 1     | 2      |
| 16     | Italien    | 0    | 0      | 2     | 2      |
| 17     | Australien | 1    | 0      | 0     | 1      |
| 18     | Sverige    | 1    | 0      | 0     | 1      |
| 19     | Argentina  | 0    | 1      | 0     | 1      |
| 20     | Kina       | 0    | 1      | 0     | 1      |
| 21     | Ukraina    | 0    | 1      | 0     | 1      |
| 22     | Israel     | 0    | 0      | 1     | 1      |
| Totalt | Totalt     | 27   | 27     | 27    | 81     |

### Herrar

#### Kanadensare
| Gren       | Guld                                                                      | Tid      | Silver                                                                          | Tid      | Brons                                                                                          | Tid      |
| C-1 200 m  | Maksim Opalev (RUS)                                                       | 39,257   | Andrzej Jezierski (POL)                                                         | 39,843   | Christian Gille (GER)                                                                          | 40,176   |
| C-1 500 m  | Maksim Opalev (RUS)                                                       | 1:50,596 | György Kolonics (HUN)                                                           | 1:51,636 | Andreas Dittmer (GER)                                                                          | 1:51,843 |
| C-1 1000 m | Andreas Dittmer (GER)                                                     | 3:49,031 | Maksim Opalev (RUS)                                                             | 3:49,644 | Steve Giles (CAN)                                                                              | 3:50,737 |
| C-2 200 m  | Kuba Ibrahim Rojas Ledis Balceiro                                         | 37,027   | Tjeckien Petr Fuksa Petr Netušil                                                | 37,100   | Rumänien Mikhail Vartolemei Ionel Averian                                                      | 37,240   |
| C-2 500 m  | Kuba Ibrahim Rojas Ledis Balceiro                                         | 1:43,467 | Rumänien Florian Popescu Silviu Simioncencu                                     | 1:43,960 | Ryssland Sergej Ulegin Aleksandr Kostoglod                                                     | 1:44,280 |
| C-2 1000 m | Polen Marcin Kobierski Michał Śliwiński                                   | 3:32,456 | Kuba Ibrahim Rojas Ledis Balceiro                                               | 3:33,676 | Kanada Richard Dalton Mike Scarola                                                             | 3:33,969 |
| C-4 200 m  | Ryssland Maksim Opalev Roman Krugljakov Sergej Ulegin Aleksandr Kostoglod | 33,650   | Tjeckien Petr Fuksa Jan Břečka Petr Procházka Karel Kožíšek                     | 33,964   | Rumänien Mikhail Vartolemei Ionel Averian Mitică Pricop Petra Condrat                          | 34,237   |
| C-4 500 m  | Rumänien Mikhail Vartolemei Ionel Averian Mitică Pricop Florin Popescu    | 1:34,758 | Ryssland Konstantin Fomitjev Aleksandr Artemida Roman Krugljakov Andrej Kabanov | 1:35,231 | Polen Daniel Jędraszko Adam Ginter Michał Śliwiński Marcin Grzybowski                          | 1:35,338 |
| C-4 1000 m | Polen Andrzej Jezierski Adam Ginter Michal Gajowink Roman Rykiewicz       | 3:17,794 | Kanada Dimitri Joukovski Maxim Boilard Tamas Buday, Jr. Attila Buday            | 3:18,127 | Belarus Aljaksandar Zjukoŭski Aljaksandr Kurljandtjyk Aljaksandr Bahdanovitj Siamjon Sapanenka | 3:18,421 |

#### Kajak
| Gren       | Guld                                                                    | Tid | Silver                                                                            | Tid | Brons                                                              | Tid |
| K-1 200 m  | Ronald Rauhe (GER)                                                      |     | Anton Ryaxov (UZB)                                                                |     | Romas Petrukanecas (LTU)                                           |     |
| K-1 500 m  | Nathan Baggaley (AUS)                                                   |     | Petar Merkov (BUL)                                                                |     | Anton Ryaxov (UZB)                                                 |     |
| K-1 1000 m | Eirik Verås Larsen (NOR)                                                |     | Javier Correa (ARG)                                                               |     | Adam Seroczyński (POL)                                             |     |
| K-2 200 m  | Litauen Alvydas Duonėla Egidijus Balčiūnas                              |     | Polen Marek Twardowski Adam Wysocki                                               |     | Tyskland Ronald Rauhe Tim Wieskötter                               |     |
| K-2 500 m  | Tyskland Ronald Rauhe Tim Wieskötter                                    |     | Polen Adam Wysocki Marek Twardowski                                               |     | Ungern Zoltán Kammerer Botond Storcz                               |     |
| K-2 1000 m | Sverige Markus Oscarsson Henrik Nilsson                                 |     | Norge Eirik Verås Larsen Nils Fjeldheim                                           |     | Ungern Ákos Verecki Krisztián Veréb                                |     |
| K-4 200 m  | Slovakien Martin Chorváth Rastislav Kužel Ladislav Belovič Juraj Lipták |     | Spanien Manuel Muñoz Jaime Acuña Aike González Oier Aizpurua                      |     | Ungern Vince Fehérvári Róbert Hegedűs Gábor Horvárth István Beé    |     |
| K-4 500 m  | Slovakien Richard Riszdorfer Michal Riszdorfer Erik Vlček Juraj Bača    |     | Belarus Raman Petrusjenka Aljaksandar Zjukoŭski Aljaksej Abalmasaŭ Vadzim Machneŭ |     | Spanien Manuel Muñoz Jaime Acuña Aike González Oier Aizpurua       |     |
| K-4 1000 m | Slovakien Richard Riszdorfer Michal Riszdorfer Erik Vlček Juraj Bača    |     | Tyskland Mark Zabel Björn Bach Stefan Ulm Andreas Ihle                            |     | Bulgarien Petar Merkov Milko Kazanov Ivan Hristov Jordano Jordanov |     |

### Damer

#### Kajak
| Gren       | Guld                                                                    | Tid | Silver                                                                  | Tid | Brons                                                                   | Tid |
| K-1 200 m  | Maria Teresa Portelo (ESP)                                              |     | Caroline Brunet (CAN)                                                   |     | Elżbieta Urbańczyk (POL)                                                |     |
| K-1 500 m  | Katalin Kovács (HUN)                                                    |     | Caroline Brunet (CAN)                                                   |     | Josefa Idem (ITA)                                                       |     |
| K-1 1000 m | Katalin Kovács (HUN)                                                    |     | Katrin Wagner (GER)                                                     |     | Josefa Idem (ITA)                                                       |     |
| K-2 200 m  | Spanien Izaskun Aramburu Sonia Molanes                                  |     | Polen Aneta Pastuszka Joanna Skowroń                                    |     | Bulgarien Bonka Pindzeva Deljana Datjeva                                |     |
| K-2 500 m  | Ungern Szilvia Szabó Kinga Bóta                                         |     | Tyskland Katrin Wagner Manuela Mucke                                    |     | Spanien Sonia Molanes Beatriz Manchón                                   |     |
| K-2 1000 m | Ungern Szilvia Szabó Kinga Bóta                                         |     | Tyskland Nadine Opgen-Rhein Manuela Mucke                               |     | Israel Adi Gafni Larissa Pessakhovitch                                  |     |
| K-4 200 m  | Ungern Nataša Janić Szilvia Szabó Erzsébet Viski Tímea Paksy            |     | Spanien Maria Teresa Portela Sonia Molanes Beatriz Manchón Maria Garcia |     | Tyskland Katrin Wagner Anett Schuck Manuela Mucke Maike Nollen          |     |
| K-4 500 m  | Ungern Katalin Kovács Szilvia Szabó Kinga Bóta Erzsébet Viski           |     | Tyskland Katrin Wagner Anett Schuck Manuela Mucke Maike Nollen          |     | Spanien Maria Teresa Portela Sonia Molanes Beatriz Manchón Maria Garcia |     |
| K-4 1000 m | Polen Aneta Pastuszka Joanna Skowroń Karolina Sadalska Aneta Białkowska |     | Kina Zhong Hongyan Fan Lina Gao Li Xu Linbei                            |     | Ungern Tímea Paksy Katalin Moni Alexandra Xeresztesi Erzsébet Viski     |     |